# 14 регіонів середньовічного Риму
У середні вікі Рим був поділений на ряд адміністративних регіонів (латинські, регіони), які зазвичай налічували від дванадцяти до чотирнадцяти, які змінювалися з часом.

## Еволюція регіонів
Спочатку місто Рим було розділено Августом на 14 областей у 7 році до нашої ери. Потім, якось під час 4 століття християнська влада заснувала сім церковних областей, які йшли паралельно цивільним областям. З крахом імперської влади в Західній Римській імперії, після смерті Юлія Непоса в 480 році, більшість старих імперських адміністративних структур почали занепадати.
Після руйнівних готичних воєн в 6 столітті місто Рим практично знелюдніло. Коли місто почало відновлюватися, воно було заселено в нових частинах, а цілі райони були в руїнах. Таким чином, регіони Августа тепер не мали жодного відношення до адміністрації міста, але продовжували використовуватися як засіб ідентифікації власності. Але коли Рим поступово оговтався від лих Готських війн, виникла потреба організувати місто з метою оборони, і одна теорія стверджує, що це було походженням дванадцяти середньовічних регіонів.  Зокрема, припускається, що він був пов’язаний з візантійською військовою системою (військове училище) і був введений в Рим у 7 столітті разом із впровадженням у Равенні . Це призвело до створення нової серії регіонів заснованих на принципі, відмінному від будь-якого зі старих. Проте цей перегляд тривав не більше двох століть після падіння екзархату Равенни у 751 році.
Звичайно, поділ міста за оновленими цивільними та церковними регіонами, мабуть,  перестали використовуватися в плутанині 10 століття. Як видається, з’явилися місцеві варіації, які були прийняті, використані, а потім відкидалися в міру розвитку подій. Було вмсловлено припущення , що розграбування Риму Робертом Гіскаром у 1084 році спричинило переміщення населення, яке, ймовірно, спричинило необхідність перегляду регіонів. Район від Латеранського палацу до Колізею був охоплений і зруйнований вогнем, а Целійські та Авентинські пагорби поступово були занедбані. Кількість регіонів, необхідних для південної та південно-східної частини міста, стала меншою, тоді як виникла більша потреба в організації швидко зростаючих районів на північному заході та вздовж Тибру.

## Географічні кордони 12 регіонів протягом Х ст
Протягом Х століття виявляється, що використовуваось тільки 12 регіонів, і їх назви, місцезнаходження та розмежування кордонів має дуже незначний зв’язок з наступним переглядамом регіонів. Їх розташування в місті Рим є таким: 
• Перший регіон називався Хоррея, названий на честь зерносхови,що в ньому роташовані. У той час він включав весь Авентінський пагорб і простягався через Марморату і Ріпа-Греку, стоячи на березі річки Тибр.
• Другий регіон містив у собі Пагорб Целіан, та частину Палатинського пагорба, і простягся на південь до підніжжя Авентінського пагорба . Він  також включав райони  навколо Санті Куаттро Коронаті, Аква Клавдія (між пагорбами Целіан і Палатин), Цирк Максимус, Септизодіум і Порта Метронія .  Обидва ці регіони були згуртовані протягом дванадцятого століття, утворивши Ripe et Marmorate .
• Третій регіон здебільшого відгукувався старому 5 регіону  Августа (Есквілії). Він містив Порта Маджоре, Санта-Кроче в Герусалеммі, та сучасну Віа Мерулана, Арку П'єтас і Ворота Тибуртіна.
• Четвертий регіон включав церкву Сант-Агата і, ймовірніше за все, пагорби Квірінал і Віміналь . У ньому також знаходилися Субурру та терми Діоклетіана .
• П'ятий регіон включав обіймав частину Марсового містечка, в якій містився мавзолей Августа, колона Марка Аврелія, Віа Лата та церква Сан-Сільвестро-ін-Капіте . Ймовірно, він також містив Порта Пінчіана та сучасні Порта-дель-Пополо.
• Шостий регіон, званий Біверетіка, імовірно, названий на честь монастиря Святого Андрія, загальновідомого як Сант-Андреа-де-Біверетіка, який був розташований між Санті-Апостолі та колоною Траяна, це означає що він містив принаймні частину старого сьомого регіону Августа, Віа Лата . Цей регіон включав церкву Санта-Марія-ін-Трівіо, тому вона, ймовірно, була зосереджена поблизу головного виходу акведука Aqua Virgo, який підкріплюється назвою регіону, викривлене латинського Bibere (пити). Цей регіон був включений у наступний регіон Trivii et Vie пізно.
• Сьомий регіон включав у себе територію навколо колони і форуму Траяна, а також частину Субурри.
• Восьмий регіон називався Sub Capitolio і він містив територію Римського форуму та Колізею, тому цей регіон відповідав старому регіону 8-го Августа в Римі .
• Дев'ятому регіону було присудили  ярлик ad Scorticlarios, названий на честь шкіряного кварталу, розташованого  поруч із купальнями Нерона. Окрім лазень, у цьому регіоні також знаходилися церква Святого Євстахіо, площа Навона, Пантеон і Сан-Лоренцо в Лучині. Він також включав більшу частину Марсового містечка. Воно в загалом відповідало пізнішому середньовічному регіону Кампі Мартіс та С. Лаврентій у Лучині .
• Десятий регіон іменували Regione Marcello (Регіон Марцелла), це означає, що даний регіон був сконцентрований довкола Театру Марцелла, котрий був частиною дев'ятого регіону імперського Риму (цирк Фламінія).
• Одинадцятий регіон не визначено. Зважаючи на географічне роповсюдження інших регіонів, він, швидше за все, ідентичний значно обезлюдненому регіону 1143 Arenule et Caccabariorum.
• Дванадцятий регіон був відомий як Piscina Publica і був ідентични старому регіону Августа. У ньому були терми Каракалли.

## Список 14областей1143 року

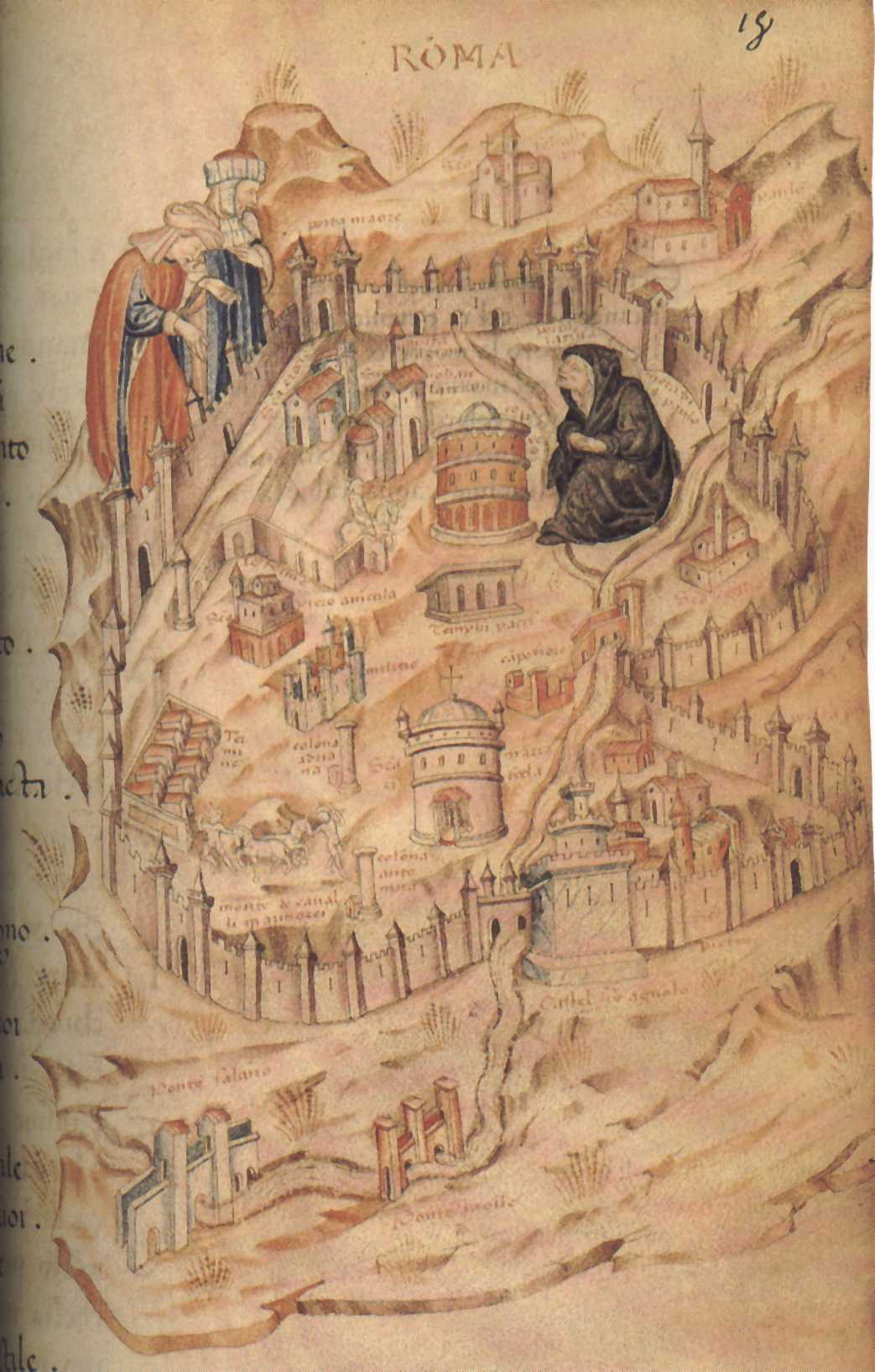
Малюнок Риму 14 ст.

Наступна велика реформа відбулася була проведена після революції 1143 року і створення Римської комуни, так як місто було перероблено в 14 регіонів. У 13 столітті було внесено невелике коригування, яке зменшило загальну кількість до тринадцяти, і лише в 1586 році було створено інший регіон, знову довівши загальну кількість до чотирнадцяти, і Рим зберіг ці адміністративні поділи неушкодженими до 19 століття.
На відміну від Августівських регіонів Риму, середньовічні регіони не були пронумеровані, і мало хто мав будь-який зв’язок з давньоримськими підрозділами. Тут вони пронумеровані лише для зручності.

### IMontium et Biberatice
До 12-го століття старіший регіон 10-го століття Біверетіка змінив назву на Montium et Biberatice, а потім просто став Монтіумом наприкінці 14-го століття. Ця зміна назви відображала той факт, що пагорби Есквілін і Вімінал, а також частини Квірінальських і Целіанських пагорбів належали цьому ріону протягом середньовіччя . Як і в багатьох регіонах середньовіччя, частини на вершинах пагорбів були занедбані, оскільки населення прагнуло залишатися поблизу річки Тибр, і так що тільки та частина регіону, яка містила східну частину Марсового містечка була заселена.
До 1143 року цей регіон також містив Римський форум і Колізей, який не входив до давнього Montium et Biberatice . У середньовіччі Колізей був укріплений і деякий час належав до території, контрольованої родиною Франгіпані.
На початку 16-го століття цей регіон включав частину регіону в районі Форуму Траяна, а до 19-го століття регіон, який тоді називали Монті, мав кордон, який проходив між Форумом Траяна і Санті-Апостолі.

### IITrivii et Vie Late
Регіон, який, як вважають, отримав свою назву від поглинання частини Віа Лата, старого сьомого регіону Риму Августа, в той час як Trivii описували три головні вулиці, які вели до «piazza dei Crociferi», площі поруч із сучасною площею Треві. Важливість цього місця в середньовічному Римі полягає в тому, що воно було основним виходом для акведука Aqua Virgo, одного з небагатьох акведуків, які протягом століть зазнавали частих реставраційних робіт. Залишаючись активним, він дозволив регіону добре вижити протягом середньовіччя, хоча зміна його джерел призвела до значно гірших властивостей води (чистоти, смаку ,тощо), ніж первісна, яка була відновлена лише під час ремонтних робіт в 1562 році.
Протягом Середньовіччя вищі райони регіону (включаючи частину Квірінальського пагорба ) були залишені, оскільки люди вирішили заселити частини регіону ближче до річки Тибр, а в 9 столітті цей регіон був аристократичним кварталом Риму.  Його назва була змінена в сучасний час і стала регіоном Треві .

### IIIColumpne et S. Marie in Aquiro
Цей регіон включав частини міста, розташовані навколо його найвизначніших об’єктів, колони Марка Аврелія або колони Антоніна (кінець 2 століття), що зараз стоїть на площі Колонна та церкви Санта-Марія-ін-Акіро . У ньому також містяться залишки храму Адріана, з його одинадцятьма колонами, які роблять внесок у назву регіону. Визначною особливістю середньовіччя був Монс Акцепторій, невелика штучна набережна, створена доримськими жителями для того, щоб забивати пали в болотистий грунт і будувати сухі хатини для житла. До 16 століття регіон ніколи не був густо заселений. Зараз він є частиною сучасного району Колонни.

### IVCampi Martis et S. Laurentii in Lucina
Включав частини Риму навколо Кампо Марціо та Сан-Лоренцо в Лучині.

### VPontis et Scorteclariorum
Включав частини Риму навколо Понте . На відміну від свого сучасного аналога, він включав територію через Тибр, охоплену Понте Сант-Анджело . Цей міст був побудований імператором Адріаном (і спочатку названий на його честь Pons Aelius) у 134 році, щоб з’єднати його мавзолей з рештою міста.
У Стародавньому Римі територія належала до області IX Августа під назвою Цирк Фламінія, що входило до Марсового містечка . Нерон побудував інший міст, який отримав назву Neronianus або triumphalis, тому що через нього проходила Via Triumphalis, Тріумфальна дорога: починаючи з Тита, імператори -переможці, святкуючи свої тріумфи, увійшли до Риму, пройшовши по ньому.
Міст Нерона також називали Pons Vaticanus (що означає «Ватиканський міст» на латині ), тому що він з'єднував Ager Vaticanus з лівим берегом, пізніше Pons ruptus («зламаний міст»), оскільки він був зламаний вже в середньовіччі .
Папа Сикст V зрештою змінив межі ріону, щоб Понте Сант-Анджело належав Борго.

### VIS. Eustachii et Vinea Teudemarii
Включає частини Риму навколо церкви Святого Євстахіо і є частиною сучасного ріону Святого Євстахіо.

### VIIArenule et Caccabariorum
Назва регіону походить від Arenula (назва присутня в сучасній Via Arenula ), що була назвою м’якого піску (італійською rena), який річка Тибр залишила після повені, і який створив лівий берег . Вона включала частини міста навколо Реголи.
У Августівському Римі середньовічний регіон охоплював як Марсове містечко, так і IX регіон під назвою Цирк Фламінія. Тут був Трігаріум, стадіон, де тренувалися вершники тріги (віз з трьома кіньми). У період раннього середньовіччя він належав до 4-ї з семи церковних регіонів.
Регіон не був широко заселений через часті розливи річки Тибр, через що вся територія була надзвичайно нездоровою, особливо влітку. Його осушили лише наприкінці Середньовіччя, після чого воно було відвойовано містом і знову заселено.

### VIIIParionis et S. Laurentii in Damaso
Під час античності він належав до  9-го регіону Августа під назвою Circo Flaminio. У цьому районі Помпей побудував свою курію, а Доміціан побудував свій стадіон і Одеон (Odeum на латині) для музичних і поетичних змагань. Протягом раннього середньовіччя воно включало частини міста навколо Сан-Лоренцо-ін-Дамасо. З 1200 р. населення продовжувало зростати до 15-го століття,  завдяки побудуванню Кампо-де-Фіорі, так що незабаром воно стало важливим економічним центром.
За Сікста IV (1471–1484) ріон втратив велику частину свого хаотичного вигляду, характерного для Середньовіччя, став чистішим і охайнішим, відповідно до змін, завданих Ренесансом. Це відбулося відновлення будівель, розширення вулиць і перебудова стародавнього мосту Аврелія на новий міст, « Понте Сісто », що з’єднує Трастевере і Паріоне. Ця діяльність дозволила підвищити якість життя у регіоні.
Завдяки цьому оновленню урбанізація зросла між 1400 і 1500 роками. У той же період кількох художників попросили оновити фасад найважливіших будівель регіону. У 1500 році більша частина комерційної діяльності повільно перемістилася з Кампо-де-Фіорі на площу Навона через те, що тут було більше місця для торгівлі.
На сьогодні це є частиною сучасного ріоне Паріоне (VI район Рима і охоплює територію навколо П'яцца Навона та Кампо деї Фйорі) .

### IXPinee et S. Marci
На початку 10-го століття цей регіон називався Піною, до того як у 12-му столітті перетворився на Pinee et S. Марці, а в 16-му столітті, нарешті, у Пінью . Протягом багатьох століть цей регіон вважався дев'ятим регіоном, безумовно, його частини, такі як Пантеон, були включені до дев'ятого регіону Риму Августа.
Принаймні з 16 століття, а можливо, і набагато раніше, цей регіон був зосереджений на базиліці Сан-Марко, Санта-Марія-Сопра-Мінерва та Пантеоні.

### XS. Angeli у Foro Piscium

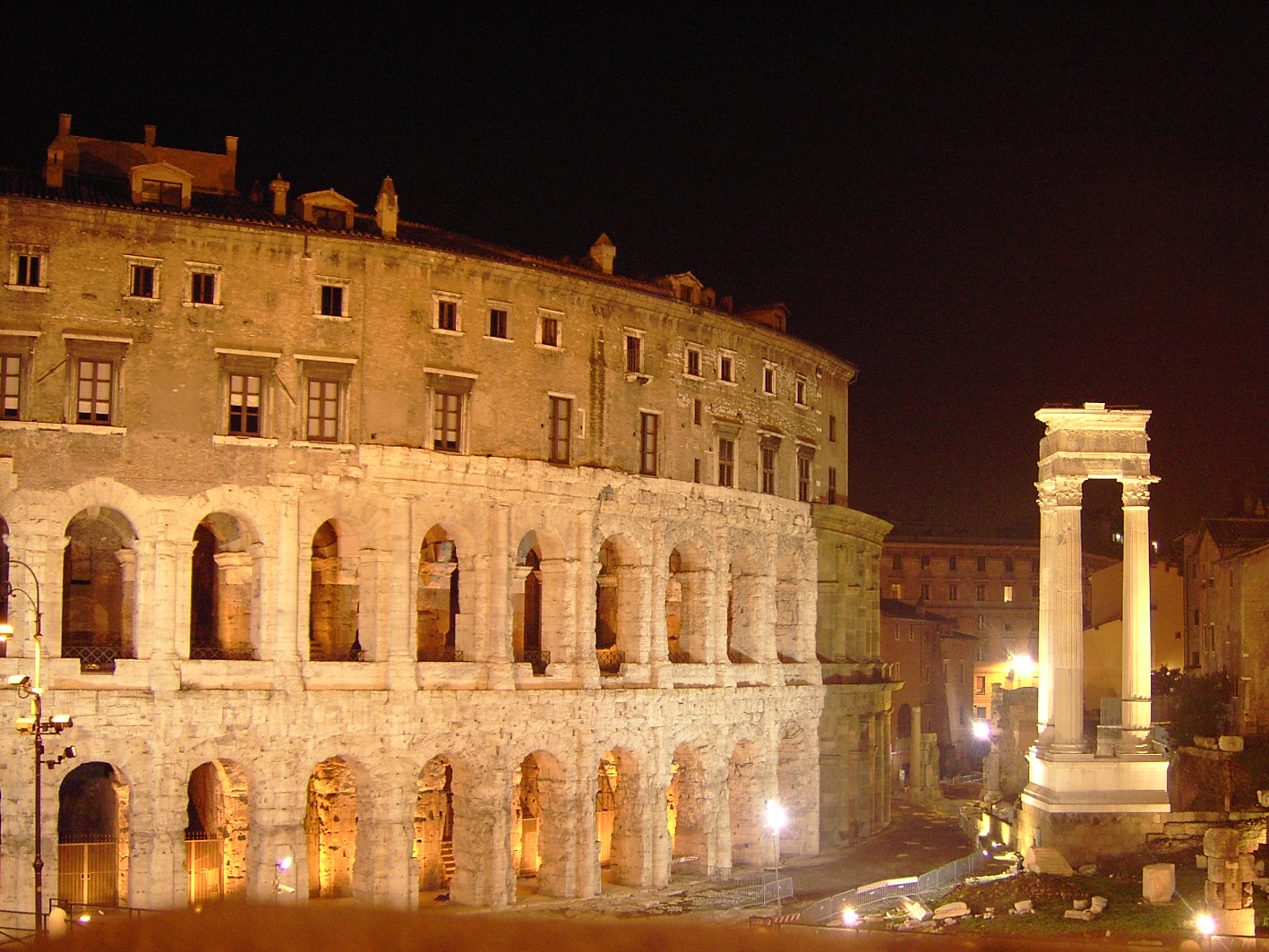
Театр Марцелла, на честь якого у Х столітті було названо регіон Риму.
У десятому столітті називався регіоном Марчелло, до 12 століття його назва змінилася, щоб вказати на те, що він охоплює частини міста навколо рибного ринку, які перемістилися з Forum Piscarium, розташованого поблизу Форуму Romanum, до руїн. Porticus Octaviae, хоча до нього все ще входив Театр Марцелла, де тепер розміщувалися цехи ковалів і мідників у аркадах театру.
Він також включав найважливішу церкву Ріоне, Сант-Анджело в Форо Пісціум («Святий Янгол на Рибному ринку»). Ця церква, споруджена в 770 році всередині Пропілеї портика Октавії, мала велике історичне значення в середні віки. Звідси, у світлу неділю 1347 р., римляни на чолі з Кола ді Рієнцо почали штурм Капітолію, намагаючись відновити Римську республіку.
На сьогодні цей регіон є частиною регіону Сант-Анджело (XI і найменший район (Rione) Рима. Він знаходиться на лівому березі Тибру навпроти острова Тиберіна).

### XIСтиглі та марморові
Включає частину міста, що омивається східним берегом старого порту Риму, Ріпа-Гранде («Великий берег»), він був побудований після Другої Пунічної війни і був покинутий лише в 19 столітті. Територія Марморату позначала берег річки на південь від Авентінського пагорба, де з часів імперії грубі блоки різних видів мармуру (marmora), що доставлялися до Риму зі Сходу, зберігалися у великій зоні родовища, що називається торговий центр.
У період високої імперії тут стояла низка багатих особняків, але вони були в основному зруйновані під час варварських вторгнень у 5 столітті, в результаті чого територія була майже повністю занедбана, за винятком кількох монастирів на висотах гори. Пагорб Авентін, розташований у безпечнішому місці. Район знову став заселений в епоху Відродження, коли десь у 16 столітті річковий порт під назвою Ріпа-Гранде знову почав працювати.
Протягом 13 століття ділянка, де розташована арка Януса, була включена родиною Франгіпані до свого укріпленого маєтку, який простягався над Палатинським пагорбом і включав залишки невеликої вежі Франгіпані на південному кінці Цирку Максимуса, який також перебував у цьому регіоні. У цьому районі також була штаб-квартира тамплієрів у Римі з 11 по 13 століття.
Регіон включає частини сьогоднішньої Via Marmorata і є частиною сучасного Ріпа (XII Ріоне (Район) Риму у перекладі із староіталійської — Берег).

### XIIКампітеллі та С. Адріані
У 10 столітті цей регіон називався Clivus Argentarii, і він містив вулиці, які тепер з'єднують Корсо з Форумом Романум (стара Віа ді Марфоріо). Він включає частини міста навколо Пьяцца ді Кампітеллі, поблизу Санта-Марія-ін-Кампітеллі, і є частиною сучасного Ріоне Кампітеллі. До нього також входила церква Сант'Адріано-аль-Форо.

### XIIIТрастевере
Спочатку в 1143 році відокремився від острова Тибр, ці два регіони були об’єднані в 13 столітті, в результаті чого загальна кількість регіонів зменшилася до тринадцяти.

### XIVОстрів Тиберіна
Острів Тибр. Після об’єднання з регіоном Трастевере Рим не отримав чотирнадцятого регіону до 1586 року, коли Сикст V додав старе місто Леонін, яке до того часу вважалося за межами міста, як новий адміністративний поділ під назвою Борго.